# Мемуари гейші (фільм)
«Мемуари гейші» (англ. Memoirs of a Geisha) — фільм, поставлений за однойменним бестселером Артура Ґолдена. Режисер — Роб Маршалл.

## Сюжет
Середина 30-х років ХХ століття. Бідна японська сім'я. Мати двох дівчаток помирає і їхній батько змушений продати дівчаток «перекупникові».
Одну дівчинку (Чіо) віддають в службу до будинку гейш, а старшу, — в квартал розваг. Сестрам одного разу вдається побачитися, і старша вмовляє Чіо втікати. Але у Чіо втеча не вдається і старша сестра втікає з міста одна. Вони більше ніколи не побачаться.
Чіо потрапляє в немилість до однієї з гейш і та вміло створює Чіо різні неприємності. Через них, а також через невдалу втечу, Чіо з рангу майбутніх гейш потрапляє в служниці тамтешньої начальниці — «матінки». Чіо повинна цим відпрацювати всі збитки, які завдала «матінці».
Одного разу на вулиці незнайомий привітний молодий чоловік, якого супроводжують його гейші (Голова), пригостив 12-річну Чіо морозивом. Цей випадок настільки вразив Чіо, що вона всі гроші, які він їй подарував, віднесла в храм і загадала будь-що стати гейшею і знову зустріти його.
Через кілька років в будинку з'являється знаменита гейша Мамеха і забирає Чіо до себе на навчання. Їм разом належить зробити велику справу: треба, щоб Чіо навчилася за кілька місяців всьому, чому зазвичай майбутні гейші вчаться роками. Чіо отримує нове ім'я — Саюрі. Вона досягає значних успіхів у цьому мистецтві, але їхня кінцева мета — складніша, і ставки в цій грі значно вагоміші: Саюрі повинна стати спадкоємицею Матінки. А це можливо, якщо Саюрі стане найвідомішою гейшею в місті, і лише тоді Матінці буде це вигідно.
Але не тільки Саюрі хоче стати спадкоємицею Матінки. Саме тому про Саюрі розпускаються брудні плітки, які повинні нашкодити її репутації. Але це не допомагає. Аукціон із продажу цноти (мідзуаге) Саюрі збирає рекордну суму, яка покриває всі її борги перед Матінкою. Матінка ж оголошує, що удочеряє Саюрі, і таким чином робить її спадкоємицею. При цьому вона змінила своє раннє рішення удочерити Гарбузика — дівчину, яка росла в будиночку гейш (окія) разом із Саюрі і стала «молодшою сестрою» досвідченішої гейші цього окія — Хацумомо.
Ще під час своїх перших «виходів у світ» Саюрі зустрічає того самого молодого чоловіка, але не подає вигляду, що пам'ятає його. Вона досить часто потрапляє в його оточення, але нічим не видає своїх переживань. Перед Саюрі відкриваються блискучі перспективи. Але тут втручається війна, і Саюрі відвозять в гори, подалі від розрухи та хаосу. Їй доводиться забути про своє ремесло і стати простою трудівницею — вирощувати рис, прати одяг, працювати в господарстві.
Так проходить кілька років. Саюрі вже змирилася з тим, що, можливо, вона вже не буде більше гейшею. Американці, які заполонили країну, не надто розбиралися в японській культурі, тому будь-яка повія могла набілити лице і назватися гейшею.
Одного разу до Саюрі приїжджає Нобу, знайомий японський бізнесмен, і просить допомогти в одній справі: потрібна була чарівність Саюрі, щоб вплинути на американця, від якого залежить отримання бізнесменом вигідного контракту. На зустрічі також повинен бути присутнім Голова, тому Саюрі погоджується. Вона розшукує Гарбузика, яка під час і після війни займалася розвагами для американських солдатів, і вони їдуть разом.
Американець дуже зацікавився Саюрі і пропонує їй інтимну близькість. Це помічає Нобу. Незважаючи на пояснення Саюрі, він ревнує її і каже, що якщо він ще раз помітить її з американцем, вона назавжди для нього зникне. Потім він пропонує стати її данна (покровитель). Саюрі не хоче бачити Нобу в цій ролі — адже тоді, за кодексом гейш, вона не зможе любити Голову, бо він — діловий партнер Нобу. Тому вона погоджується на інтимну близькість з американцем, при цьому просить Гарбузика в найгостріший момент привести Нобу. Але Гарбузик приводить Голову, який, заставши Саюрі з американцем, йде геть. Саюрі безуспішно намагається наздогнати Голову. На питання, навіщо вона це зробила, Гарбузик відповіла, що вона знала про почуття Саюрі до Голови і таким чином помстилася їй за минулі образи.
Після цього інциденту Саюрі вважає, що Голова для неї втрачений назавжди. Вона приїжджає на свою батьківщину, де викидає в море пам'ятну хустинку, давніше подаровану їй Головою.
Вона продовжує працювати гейшею. Одного разу, прийшовши на зустріч, яку, за словами Матінки, організував Нобу, вона зустрічає там Голову. Він розповідає їй, що Нобу, дізнавшись про подію з американцем, стримав своє слово і більше не хоче бачити Саюрі. Після цього Саюрі каже, що їй немає прощення. Але Голова вважає, що прощення повинен просити він і розповідає Саюрі, що це з його руки Мамеха взяла Саюрі під свою опіку. Він зізнається, що заради Нобу, якому подобалася Саюрі, він мовчав про свої почуття. Зі свого боку, Саюрі зізнається Голові, що вона стала гейшею, щоб бути поряд з ним… Саюрі стає коханою Голови.

## У ролях
- Чжан Цзиі — Чіо Сакамото / Саюрі Нітта
- Кен Ватанабе — Кен Івамура
- Мішель Єо — Мамеха
- Ґун Лі — Хацумомо
- Йокі Кудо — Гарбузик
- Кодзі Якусьо — Нобу
- Кері-Хіроюкі Тагава — Барон
- Судзука Ого

## Реакція
Фільм отримав переважно негативні відгуки світових кінокритиків. У Китаї та Японії стрічку жорстко критикували за фактичні помилки і набір акторського складу. На сайті Rotten Tomatoes рейтинг фільму становить 35 %, на сайті Metacritic — 54/100.

### Західні рецензії
Британські рецензії «Мемуарів гейші» дуже різнилися в оцінках. New Statesman критикував сценарій за те, що «після відходу Хацумомо фільм втрачає імпульс і перетворюється на низку картинок, які змінюються», а також за те, що фільм «не дотримується книги, а перетворюється на мильну оперу».  The Journal  похвалив Цзиї за «створений образ невинності і беззахисності», але зазначає, що «занадто багато емоцій герої ховають за білилами і маскою». Лондонський  The Evening Standard  порівнює «Мемуари гейші» з «Попелюшкою» і каже, що «Гун Лі може бути невдахою в сюжеті, але саме вона рятує фільм». Через 18 днів  The Evening Standard  поміщає фільм у список найкращих.

## Нагороди та номінації
| Премія                         | Категорія                                             | Категорія                                                                                                | Ім'я                                                        | Результат |
| ------------------------------ | ----------------------------------------------------- | --- | ----------------------------------------------------------- | --------- |
| Оскар                          | Премія «Оскар» за кращу операторську роботу           | Премія «Оскар» за кращу операторську роботу                                                              | Діон Бібі                                                   | Перемога  |
| Оскар                          | Премія «Оскар» за кращу роботу художника-постановника | Премія «Оскар» за кращу роботу художника-постановника                                                    | Джон Мір, Гретчен Рау                                       | Перемога  |
| Оскар                          | Премія «Оскар» за кращий дизайн костюмів              | Премія «Оскар» за кращий дизайн костюмів                                                                 | Коллін Етвуд                                                | Перемога  |
| Оскар                          | Премія «Оскар» за кращу музику до фільму              | Премія «Оскар» за кращу музику до фільму                                                                 | Джон Вільямс                                                | Номінація |
| Оскар                          | Премія «Оскар» за кращий звук                         | Премія «Оскар» за кращий звук                                                                            | О’Коннелл, Кевін, Грег П. Расселл, Рік Клайн, Джон Прітчетт | Номінація |
| Оскар                          | Премія «Оскар» за кращий звуковой монтаж              | Премія «Оскар» за кращий звуковой монтаж                                                                 | Уайлі Стейтман                                              | Номінація |
| BAFTA                          | Премія BAFTA за кращу жіночу роль                     | Премія BAFTA за кращу жіночу роль                                                                        | Чжан Цзиї                                                   | Номінація |
| BAFTA                          | Премия BAFTA за кращу операторску роботу              | Премия BAFTA за кращу операторску роботу                                                                 | Діон Бібі                                                   | Перемога  |
| BAFTA                          | Краща робота художника-постановника                   | Краща робота художника-постановника                                                                      | Джон Мір                                                    | Номінація |
| BAFTA                          | Премія BAFTA за кращий дизайн костюмів                | Премія BAFTA за кращий дизайн костюмів                                                                   | Коллін Етвуд                                                | Перемога  |
| BAFTA                          | Премія BAFTA за кращий грим                           | Премія BAFTA за кращий грим                                                                              | Норіко Ватанабэ, Кейт Біско, Лінделл Кійоу, Кельвін Р. Трен | Номінація |
| BAFTA                          | Премія BAFTA за кращу музику до фільму                | Премія BAFTA за кращу музику до фільму                                                                   | Джон Вільямс                                                | Перемога  |
| Золотий глобус                 | Премія «Золотий глобус» за кращу жіночу роль — драма  | Премія «Золотий глобус» за кращу жіночу роль — драма                                                     | Чжан Цзиї                                                   | Номінація |
| Золотий глобус                 | Премія «Золотий глобус» за кращу музику до фільму     | Премія «Золотий глобус» за кращу музику до фільму                                                        | Джон Вільямс                                                | Перемога  |
| Премія Гільдії кіноакторів США | Премія Гільдії кіноакторів США за кращу жіночу роль   | Премія Гільдії кіноакторів США за кращу жіночу роль                                                      | Чжан Цзиї                                                   | Номінація |
| Греммі                         | 2007                                                  | Премія «Греммі» за кращий альбом, який є саундтреком до фільму, телекартини або іншого візуального медіа | Джон Вільямс                                                | Перемога  |
| Греммі                         | 2009                                                  | Краща інструментальна композиція                                                                         | Джон Вільямс («Sayuri's Theme and End Credits»)             | Номінація |